# 单叉对囊蕨
单叉对囊蕨（学名：Deparia unifurcata）也称峨眉介蕨，为蹄盖蕨科对囊蕨属下的一个植物种。